# Chloe Domont

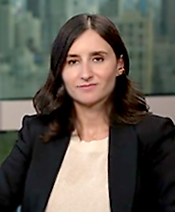
Chloe Domont, 2023

Chloe Domont (* 2. September 1987 in Los Angeles) ist eine US-amerikanische Drehbuchautorin und Filmregisseurin.

## Leben
Chloe Domont wurde 1987 in Los Angeles geboren, wo sie an der Tisch School of the Arts auch ihren Abschluss machte.
Nachdem sie Regie bei den Kurzfilmen Lullaby, Joyful Girl und Jack’s Not Sick Anymore führte, arbeitete sie gemeinsam mit Regisseur Nathan Silver am Drehbuch für dessen Tragikomödie Uncertain Terms, die im Sommer 2014 beim Filmfest München und kurz später bei der Viennale gezeigt wurde. Ihre nächste Regiearbeit, der Kurzfilm Haze, wurde im November 2014 beim AFI Fest erstmals gezeigt.
Zwischenzeitlich führte sie bei einzelnen Folgen von Fernsehserien wie Suits, Star Trek: Discovery oder Shooter Regie und war gelegentlich am Drehbuch beteiligt. Ihr Kurzfilm All Good Things, in dem sie die ungewöhnliche Liebesgeschichte ihrer Eltern Maria und Ron erzählt, die sich bei einem Treffen der Anonymen Alkoholiker kennenlernten, feierte Anfang Januar beim True/False Film Festival seine Premiere. Zwischen 2017 und 2019 führte sie bei sieben Folgen der Fernsehserie Ballers Regie und schrieb auch die Drehbücher hierfür. Im Jahr 2022 führte sie bei zwei Folgen der Fernsehserie Billions Regie.
Domonts Spielfilmdebüt Fair Play feierte im Januar 2023 beim Sundance Film Festival seine Premiere und war hier im U.S. Dramatic Competition nominiert. In dem in der Hochfinanz von Manhattan angesiedelten Erotik-Thriller spielen Phoebe Dynevor und Alden Ehrenreich ein Paar, das für das gleiche Investmentunternehmen arbeitet. Als sie eine Beförderung erhält, von der sie beide angenommen hatten, dass er sie erhalten würde, beginnt er, sie abfällig zu behandeln und ihr auch körperliche Gewalt anzutun, um in ihrer Beziehung die verschobenen Machtverhältnisse in ihrem Beruf auszugleichen.

## Filmografie
- 2009: Lullaby (Kurzfilm, Regie und Drehbuch)
- 2012: Joyful Girl (Kurzfilm, Regie und Drehbuch)
- 2013: Jack’s Not Sick Anymore (Kurzfilm, Regie)
- 2014: Uncertain Terms (Drehbuch)
- 2014: Haze (Kurzfilm, Regie und Drehbuch)
- 2017–2019: Ballers (Fernsehserie, Regie und Drehbuch, 7 Folgen)
- 2017: All Good Things (Kurzfilm, Regie)
- 2022: Billions (Fernsehserie, Regie, 2 Folgen)
- 2023: Fair Play (Regie und Drehbuch)

## Auszeichnungen
AFI Fest
- 2014: Nominierung für den Grand Jury Prize – Live Action Short Film (Haze)

Sundance Film Festival
- 2023: Nominierung im U.S. Dramatic Competition (Fair Play)